# Заплюсье (деревня)
Заплюсье — деревня в Плюсском районе Псковской области, входит в состав городского поселения МО «Заплюсье».
Расположена на автодороге Санкт-Петербург — Киев (М20), в 1 км к югу от одноимённого посёлка городского типа, Заплюсье, и в 5 км к северу от волостного центра Заполье.

## История
До 2015 года входила в ныне упразднённое сельское поселение «Запольская волость».

## Население
| 2001 | 2002 | 2010 |
| ---- | ---- | ---- |
| 62   | ↘33  | ↗36  |